# Telemadrid HD
Telemadrid HD é um canal de televisão propriedade do Ente Público RadioTelevisión Madrid (EPRTVM). Inaugurou as suas emissões a 17 de Fevereiro de 2010, com o jogo entre o Arsenal FC e o Futebol Clube do Porto.